# Österbitterna
Österbitterna är en bebyggelse söder om Vedum i Österbitterna socken i Vara kommun. Mellan 2015 och 2020 avgränsade SCB här en småort.